# Jamapa
Jamapa es una localidad del estado mexicano de Veracruz. Es cabecera del municipio de Jamapa.

## Demografía
| Censo | Población |
| ----- | --------- |
| 1900  | 317       |
| 1910  | 426       |
| 1921  | 1590      |
| 1930  | 375       |
| 1940  | 636       |
| 1950  | 390       |
| 1960  | 554       |
| 1970  | 1234      |
| 1980  | 2087      |
| 1990  | 3209      |
| 1995  | 3526      |
| 2000  | 3734      |
| 2005  | 3748      |
| 2010  | 3928      |
| 2020  | 11,450    |